# Melloina
Genre
Synonymes
- Melloa Schenkel, 1953 nec Roewer 1930
- Glabropelma Raven, 1985

Melloina est un genre d'araignées mygalomorphes de la famille des Theraphosidae.

## Distribution
Les espèces de ce genre se rencontrent au Venezuela, en Colombie et au Panama.

## Liste des espèces
Selon World Spider Catalog (version 24.5, 11/08/2023) :
- Melloina gracilis (Schenkel, 1953)
- Melloina pacifica Echeverri, Gómez Torres, Pinel & Perafán, 2023
- Melloina rickwesti Raven, 1999
- Melloina santuario Bertani, 2013

## Systématique et taxinomie
Melloa Schenkel, 1953, préoccupé par Melloa Roewer 1930, a été remplacé par Melloina par Brignoli en 1985.
Il est placé dans les Paratropididae par Raven en 1985 puis dans les Theraphosidae par Mori et Bertani en 2020.
Glabropelma a été placé en synonymie par Platnick en 1989.

## Publication originale
- Brignoli, 1985 : « On some generic homonymies in spiders (Araneae). » Bulletin of the British Arachnological Society, vol. 6, p. 380.
- Schenkel, 1953 : « Bericht über eingie Spinnentiere aus Venezuela. » Verhandlungen der Naturforschenden Gesellschaft in Basel, vol. 64, no 1, p. 1-57.